# WorldCat
WorldCat je katalog bibliografických záznamů ze sbírek 72 000 knihoven ve více než 170 zemích, které jsou zapojeny do projektu knihoven Online Computer Library Center (OCLC). WorldCat je tvořena a udržována knihovnami zapojenými do projektu.

## Historie
Katalog byl vytvořen v roce 1971. V září 2012 dosáhl objemu více než 271 milionů bibliografických záznamů, které obsahují více než 1,83 miliardu zdrojů (jak fyzických, tak i digitálních) ve více než 470 jazycích. Jedná se o největší mezinárodní bibliografickou databázi. OCLC WorldCat je volně knihovnám k dispozici, ale má také některé zpoplatněné služby, jako je sdílení zdrojů a řízení sběru. WorldCat byla založena v roce 1967 Fredem Kilgourem.
V roce 2003 Charles Martinez odstartoval pilotní program „Open WorldCat“, který záznamy zkrátil a umožnil na partnerských stránkách nakladatelů a knihkupců zvýšit dostupnost knihoven zapojených do projektu.
Od roku 2006 bylo možné vyhledávat WorldCat přímo na svých internetových stránkách. V roce 2007 WorldCat Identities začal poskytovat stránky s 20 miliony „identit“ (identifikačních karet), z nichž většina se skládá z autorů a lidí, kteří jsou předmětem vydaných titulů.

## Omezení
WorldCat pracuje v modu dávkovaného zpracování, nikoliv v reálném čase. To znamená, že jsou WorldCat záznamy synchronizovány v občasných intervalech. WorldCat také nezobrazuje, zda knihovna vlastní více kopií konkrétního titulu.